# محمد البطاوي

## نبذة شخصية
محمد صابر البطاوي صحفي مصري (مواليد عام 1984) وعضو في نقابة الصحفيين المصرية . عمل في مؤسسة “أخبار اليوم” الصحفية القومية، ويقيم حالياً في واشنطن بالولايات المتحدة . عُرف البطاوي بكتاباته النقدية التي تتناول قضايا الحقوق والحريات في مصر، وهو متزوج من الصحفية رفيدة الصفتي .

## المسيرة المهنية
بدأ البطاوي مسيرته في صحيفة أخبار اليوم حيث تدرج في المناصب التحريرية وشغل منصب نائب رئيس أحد الأقسام بالمؤسسة. كما عمل مديرًا لتحرير موقع مصر العربية الإخباري المستقل، والذي كان ينشر فيه مقالات رأي تنتقد سياسات الحكومة بشكل ساخر أحياناً. ساهم البطاوي أيضاً بكتابات في منافذ صحفية مستقلة أخرى مثل جريدة الشعب الجديد موقع درب، مما جعله هدفاً لحملات تشويه من الإعلام الموالي للحكومة بدعوى صلته بجماعة الإخوان المسلمين المحظورة . وقد تعرض موقع مصر العربية لضغوط أمنية شملت مداهمات وتفتيشات بدعوى “إجراءات روتينية” خلال فترة عمله به .

## الاعتقال
في فجر 17 يونيو/حزيران 2015، اقتحمت قوات الأمن منزل محمد البطاوي في مدينة طوخ بمحافظة القليوبية واعتقلته دون إبداء مذكرة توقيف أو سبب قانوني. صادرت القوات خلال المداهمة هاتفه المحمول وحاسوبه الشخصي وبعض الأوراق والكتب الخاصة به. عقب اعتقاله، ظل البطاوي في عداد المختفين قسرياً لعدة أيام، حيث أنكرت أقسام الشرطة احتجازه ولم تتمكن أسرته ومحاموه من معرفة مكانه. تقدمت نقابة الصحفيين ببلاغ رسمي للنائب العام في 22 يونيو 2015 للمطالبة بالكشف عن مصيره، واصفةً ما حدث له بأنه حالة اختفاء قسري. وبعد حوالي خمسة أيام من الاعتقال، تبيّن أنه محتجز في سجن طرة، حيث نُقل إليه عقب قضائه أيام الاختفاء في مقر الأمن الوطني بشبرا الخيمة. وأبلغ البطاوي أسرته أنه خلال تلك الفترة كان معصوب العينين وتعرّض للضرب والتهديد بالصعق الكهربائي والاعتداء الجنسي.
وُجّهت إلى البطاوي اتهامات بالانضمام إلى جماعة أسست على خلاف القانون (في إشارة إلى جماعة الإخوان المسلمين)، بالإضافة إلى مزاعم بحيازة متفجرات والتخريب وتعريض حياة المواطنين للخطر. بقي البطاوي قيد الحبس الاحتياطي دون محاكمة لأكثر من عامين على ذمة القضية رقم 503 لسنة 2015 أمن دولة عليا. وخلال هذه المدة كانت النيابة تجدد حبسه دورياً رغم غياب أدلة ملموسة ضده. في أغسطس/آب 2017، وبعد انقضاء سنتين وشهرين على احتجازه، صدر قرار بإخلاء سبيل محمد البطاوي نظراً لتجاوزه الحد الأقصى لمدة الحبس الاحتياطي قانونياً.. تم إطلاق سراحه فعلياً وأُغلقت القضية دون إحالة إلى المحاكمة، حيث لم تثبت التهم الموجهة إليه بحسب محاميه.
لكن في 28 أبريل/نيسان 2018، اعتُقل البطاوي مرة ثانية من منزله على يد قوات الأمن الوطني، وذلك بعد بضعة أشهر فقط من إطلاق سراحه الأول. جاءت إعادة اعتقاله ضمن سياق حملة أمنية موسعة استهدفت صحفيين مستقلين في تلك الفترة. وأفادت تقارير صحفية أن إعادة احتجازه ربما ارتبطت بمقالة نشرها في موقع مصر العربية انتقد فيها السلطات. أثار هذا الاعتقال المتكرر قلقاً واسعاً لدى الأوساط الصحفية ومنظمات حقوق الإنسان، خاصة وأن البطاوي كان قد أمضى سابقاً أكثر من عامين خلف القضبان دون إدانة. لاحقاً، تمكن البطاوي من مغادرة مصر والاستقرار في الولايات المتحدة حيث استأنف نشاطه الصحفي من الخارج.

## الاهتمام الإعلامي والحقوقي
حظيت قضية محمد البطاوي باهتمام كبير من منظمات حقوقية محلية ودولية ومن وسائل الإعلام المصرية والعالمية. منذ لحظة اعتقاله الأولى في 2015، نظّم صحفيون مصريون وقفات احتجاجية على سُلّم نقابة الصحفيين للمطالبة بإطلاق سراحه والكشف عن مكان احتجازه. كما دعت عائلته زملاءه إلى إفطار جماعي في رمضان أمام مقر النقابة كخطوة رمزية للضغط من أجل حريته. أطلقت حملات تضامن عبر مواقع التواصل الاجتماعي تحمل وسمَيّ #الحرية_لمحمد_البطاوي و**#الصحافة_ليست_جريمة** دعماً لقضيته ورفضاً لانتهاكات حرية الصحافة.
من جهتها، أصدرت نقابة الصحفيين المصرية بيانات رسمية وبلاغات قانونية تضامنًا مع البطاوي، مطالبةً السلطات باحترام القانون وضمان سلامته والإفراج عنه. ووثّقت منظمات دولية معنية بحرية الصحافة مثل لجنة حماية الصحفيين (CPJ) ملابسات اعتقال البطاوي وظروف احتجازه التعسفية، بما في ذلك تعرضه للإخفاء القسري وسوء المعاملة في مقر الأمن الوطني. أدرجت الـCPJ اسم البطاوي ضمن تقاريرها السنوية عن الصحفيين السجناء على خلفية قضايا نشر في مصر. كذلك انتقدت منظمة “مراسلون بلا حدود” (RSF) تصاعد القمع ضد الصحفيين في عهد الرئيس عبد الفتاح السيسي، وذكرت حالة البطاوي ضمن أمثلة تدهور أوضاع الصحافة، حيث تراجع ترتيب مصر إلى المركز 161 عالمياً في مؤشر حرية الصحافة لعام 2017.
إلى جانب ذلك، تابعت منظمات حقوقية مصرية قضية البطاوي ووثقت إجراءاتها القانونية. فقد رصدت الشبكة العربية لمعلومات حقوق الإنسان انتهاء قضية البطاوي بإصدار قرار بإخلاء سبيله بعد تجاوز مدة الحبس الاحتياطي القانونية. كما سلطت وسائل إعلام مستقلة الضوء على قضيته باستمرار، مثل موقع مدى مصر وصحيفة العربي الجديد وغيرها، مشيرةً إلى أن اعتقاله جاء ضمن موجة تستهدف الصحفيين المنتقدين للحكومة. اجتمعت هذه الجهود الإعلامية والحقوقية للضغط على السلطات حتى تم إطلاق سراح البطاوي، ولتبرئة ساحته من التهم المنسوبة إليه. واليوم يواصل محمد البطاوي عمله الصحفي من الخارج، مجسّداً بصمود قضيته إصرار الصحفيين المصريين على الدفاع عن حرية التعبير رغم كل التحديات.

## النشاط الحقوقي والدفاع عن حرية الصحافة
اشتهر محمد البطاوي بمواقفه الداعمة لحرية الصحافة وحقوق الصحفيين في مصر، سواء قبل اعتقاله أو بعد الإفراج عنه واستقراره في الخارج. قبل اعتقاله عام 2015، شارك البطاوي في تنظيم عدد من الوقفات الاحتجاجية على سلالم نقابة الصحفيين، تضامنًا مع زملائه الصحفيين المعتقلين، من بينهم المصور الصحفي عمر عبد المقصود، الذي اعتُقل على خلفية عمله الإعلامي، وبعد استقراره في الولايات المتحدة، واصل البطاوي الدفاع عن حرية التعبير، وشارك في العديد من المداخلات الإعلامية على قنوات مثل الجزيرة مباشر وبي بي سي عربي، حيث تحدث عن أوضاع الصحفيين المعتقلين في مصر، خاصة الحالات التي تتعلق بالحبس التعسفي والإهمال الطبي داخل السجون. وخصّص البطاوي مداخلات للدفاع عن صحفيين من بينهم هشام عبد العزيز، الصحفي في شبكة الجزيرة المعتقل في مصر منذ عام 2019 دون محاكمة . .